# زمین‌لرزه ۲۰۲۰ پترینیا
زمین‌لرزه ۲۰۲۰ پترینیا (انگلیسی: 2020 Petrinja earthquake) در ۲۹ دسامبر حدود ساعت ۱۲:۲۰ به زمان اروپای مرکزی زلزله‌ای به بزرگی ۶٫۴ درجه ریشتر در شهرستان سیساک-موسلاوینا در کرواسی رخ داد. مرکز این زمین‌لرزه ۳ کیلومتری غرب و جنوب غربی شهر پترینیا بود که باعث تخریب ساختمان‌های زیادی شد و میزان شدت آن  VIII تا IX به مقیاس مه‌لرزه‌ای اروپا به شمار می‌رود. دو روز قبل از این نیز زلزله‌ای با پس لرزه‌های زیادی همراه بود که قوی‌ترین آن به شدت ۴٫۸ درجه ریشتر بود. دست کم ۷ کشته و ۲۶ زخمی برجای گذاشت.